# Faust
Faust je glavna oseba istoimenske zgodbe.
Zgodba o vedoželjnem doktorju Faustu in njegovi pogodbi s hudičem je poleg romana o tragični ljubezni med Tristanom in Izoldo ter zgodbe o lahkoživem španskem plemiču Don Juanu Tenoriu najbolj znan in navdihujoč mit klasičnega in romantičnega obdobja evropske umetnosti. Pravi doktor Faust je bil neki okoli leta 1540 umrli nemški čarodej in alkimist. Njegovo življenje je opisano v anonimni knjigi iz leta 1587, kjer je domnevno luteranski avtor resničnim dogodkom dodal drobce zgodb o biblijskem Simonu Čarodeju (Simon Mag), o keltskem čarovniku Merlinu in o učenem srednjeveškem menihu Rogerju Baconu. Temo je leta 1604 literarno obdelal angleški elizabetinski dramatik Cristopher Marlowe.
Najpopolnejša izpeljava zgodbe pa je znamenita pesnitev Johanna Wolfganga Goetheja (prvi del je nastal leta 1808, drugi del pa leta 1832), ki je v prvem delu s tragično zgodbo o zapeljanem dekletu, v drugem delu pa s spoznanjem glavnega junaka, da je lahko sam srečen le, če izboljša svet, v katerem živi, dal mitu o Faustu tiste človeške razsežnosti, ki nas navdihujejo še danes. Faustovo iskanje smisla življenja, Marjetičina bol in Mefistova prekanjena zloba so navdihovali mnoge slikarje, glasbenike in pisatelje. 
Beethoven je nameraval napisati skladbo na to temo, Franz Schubert je zložil čudovit samospev, Franz Liszt je napisal Faustovo simfonijo ter štiri Mefistove valčke, Hector Berlioz je napisal simfonijo Faustovo pogubljenje, Charles Gounod je zložil opero Faust, Arrigo Boito pa opero Mefistofeles. Lik hudiča je kot simbol zla v ljudeh globoko vznemirjal Dostojevskega, ki mu je posvetil posebno poglavje v romanu Bratje Karamazovi, Thomas Mann pa je v romanu Doktor Faustus mit o Faustu povezal s katastrofo Nemčije in Evrope v prvi polovici dvajsetega stoletja.

## Resnični Faust
Resnični doktor Johann Georg Faust (* ok. 1480, † ok. 1541) je bil predavatelj v začetku 16. stoletja na Univerzi v Heidelbergu. Ukvarjal se je z medicino in je dosegal nenavadne ozdravitve pri svojih pacientih, zato so ga kolegi osumili, da je v gozdu Speser leta 1515 prodal svojo dušo hudiču, za nagrado pa je dobil dve leti mladosti, nekaj splošnih znanj in sposobnost napovedovanja prihodnosti. Luter ga je anatemiziral in ga poslal v zapor.